# Cárcheles
Cárcheles é um município da Espanha na província de Jaén, comunidade autónoma da Andaluzia, de área 43 km² com população de 1507 habitantes (2007) e densidade populacional de 35,38 hab/km².

## Demografia
| Variação demográfica do município entre 1991 e 2004 | Variação demográfica do município entre 1991 e 2004 | Variação demográfica do município entre 1991 e 2004 | Variação demográfica do município entre 1991 e 2004 |
| --------------------------------------------------- | --------------------------------------------------- | --------------------------------------------------- | --------------------------------------------------- |
| 1991                                                | 1996                                                | 2001                                                | 2004                                                |
| 1622                                                | 1564                                                | 1460                                                | 1436                                                |